# Démoniaque Présence
Pour plus de détails, voir Fiche technique et Distribution.
Démoniaque Présence (La Casa 4: Witchcraft) est un film fantastique italien réalisé par Fabrizio Laurenti, sorti en 1989.

## Synopsis
Une famille se rend sur une petite île pour y découvrir l'hôtel qu'ils viennent d’acquérir. La fille, qui est enceinte, a eu d'étranges rêves au sujet de cet hôtel et son petit frère Tommy raconte des histoires inquiétantes au sujet d'une vieille femme habillée en noir. Sur place, ils découvrent qu'un couple a pris possession des lieux pour effectuer des recherches sur le mythe d'une mystérieuse sorcière qui hanterait les lieux. À cause d'une tempête, ils se retrouvent coincés dans l'hôtel et d'étranges événements commencent à apparaître.

## Fiche technique
- Titre original : La Casa 4 : Witchcraft
- Titre français : Démoniaque présence
- Réalisation : Fabrizio Laurenti
- Scénario : Harry Spalding et Daniele Stroppa
- Production : Joe D'Amato
- Musique : Carlo Maria Cordio et Randy Miller
- Photographie : Gianlorenzo Battaglia
- Montage : Kathleen Stratton
- Décors : Julie Duncan
- Casting : Werner Pochath
- Pays :  Italie
- Genre : Film d'horreur
- Durée : 96 minutes
- Dates de sortie : 
  -  États-Unis : 6 juillet 1989
  -  France : 21 février 1990

## Distribution
- David Hasselhoff : Gary
- Leslie Cumming : Leslie
- Linda Blair : Jane Brooks
- Catherine Hickland : Linda Sullivan
- Annie Ross : Rose Brooks
- Hildegard Knef : La femme en noir
- Robert Champagne : Freddie Brooks
- Rick Farnsworth : Jerry Giordano
- Michael Manchester : Tommy Brooks
- Frank Cammarata : Tony Giordano

## Lien avec la sagaEvil Dead
En Italie, le film Evil Dead sort sous le titre La Casa (« La Maison » en français). Evil Dead 2 est logiquement intitulé La Casa 2. Pour capitaliser sur le succès des films de Sam Raimi, le film La Casa 3 : Ghost House est produit. Il sortira en 1988, en France sous le titre La Maison du cauchemar. Officiellement, ce film n'a aucun lien avec la saga Evil Dead. La Maison du cauchemar sera suivi de Démoniaque présence (La Casa 4 : Witchcraft, 1988) et Au-delà des ténèbres (La Casa 5 : Beyond Darkness, 1990).
Bien que n'ayant aucun lien avec tous ces films, House 2 : La Deuxième Histoire (1987) et House 3 (1989) seront rebaptisés respectivement La Casa 6 et La Casa 7 pour leur sortie en Italie.